# Acer Aspire One
Acer Aspire One — линейка нетбуков компании Acer. Первые модели были анонсированы на выставке Computex-2008.
Экран моделей первого поколения (AOA110/AOA150) имеет диагональ 8,9 дюймов (22,6 см), во втором поколении доступны модели с экранами в 10,1 дюйма (25,6 см, модели AOD150, AOD250, AOD255, AOD260, AOD270, AO531, Pro AO531) и 11,6 дюйма (29.4 см, модель AO751).
Почти все модели основаны на платформе, состоящей из процессора Intel Atom N270/N280 и чипсета Mobile Intel 945GSE Express (GMA950) с южным мостом 82801GBM (ICH-7m). В модели AO751 используется связка из процессора Intel Atom Z520 1.33 ГГц с чипсетом Intel US15W (GMA500).
В качестве операционных систем предустановлены Linpus Linux (AOA110), Windows XP Home или Windows Vista Home Basic (AO751). Модель Aspire One Pro 531, нацеленная на бизнес-сектор, предлагается с системами Windows XP Home, XP Professional и Vista Business, а с конца 2009 и начала 2010 годов — Windows 7 Home Edition. Одна из немногих моделей нетбуков, имеющая сразу несколько фан-клубов, с активным обсуждением линейки, форумами и разделами вики.
Наименование моделей первого поколения (номенклатура)
тип носителя:
110-SSD,
150-HDD;
OS:
A- Linpus Linux,
B-Windows XP;
Цвет:
B-Голубой,
K-Чёрный,
W-Белый.

## Недостатки
1. Иногда попадается шумный вентилятор в моделях A110/A150[1] (частично решается с помощью стороннего приложения AA1FanControl)
2. Низкая производительность накопителя SSD в некоторых моделях A110[2] (частично решается специальными неофициальными драйверами для RAM диска или перепрошивкой SSD)
3. Малая площадь тачпада и неудобное расположение его кнопок (AOA110/150)
4. Размер экрана 1024х600 не позволяет полностью разворачивать окна некоторых приложений. Эти окна нельзя сжать, и нижняя часть окна с кнопками (Ок, Отмена, и т. п.) становится недоступной. (В версиях с Linux есть возможность переместить любое окно при помощи левой кнопки мыши, удерживая Alt. Для Windows имеется специальная утилита UMPCScrollBarXP.) А ещё в Windows можно воспользоваться сочетанием клавиш Alt+Space+Enter, а потом перемещать клавишами со стрелками.
5. Отсутствие прямого доступа к слоту расширения памяти в модели A110. Несмотря на то, что конструкцией предусмотрена возможность установки дополнительного модуля памяти (в моделях с 512 Мб) или замена на более емкий модуль (в моделях с 1024 Мб), без полной разборки корпуса нетбука сделать этого нельзя.

## Габариты и вес[3]
- Aspire One A110: 249 × 170 × 29 мм, вес 0.99 кг (1.14 кг с 6-элементным аккумулятором)
- Aspire One A150: 249 × 170 × 36 мм, вес 1.11 кг (1.26 кг с 6-элементным аккумулятором)
- Aspire One D150: 260 × 185 × 33.4 мм, вес 1.18 кг (1.33 кг с 6-элементным аккумулятором)
- Aspire One D250: 258,5 × 184 × 25.4 мм, вес 1.11 кг (1.27 кг с 6-элементным аккумулятором)
- Aspire One D255: 259 × 185 × 24 мм, вес 1.20 кг (1.25 кг с 6-элементным аккумулятором)
- Aspire One D257: 257 × 184 × 24 мм, вес 1.20 кг (1.30 кг с 6-элементным аккумулятором)
- Aspire One 531: 255 × 183 × 19/26.9* мм, вес 1 кг (1.15 кг с 6-элементным аккумулятором)
- Aspire One Pro 531: 259,4 × 186.8/206.4 × 26.1/33.1* мм, вес 1.03/1.12** кг (1.17/1.27** кг с 6-элементным аккумулятором)
- Aspire One 751: 284 × 198 × 25.4 мм, вес 1.25 кг (1.35 кг с 6-элементным аккумулятором)

* в толщине указывается самое тонкое/толстое место нетбука 

** вариант с HDD тяжелее, чем с SSD

## Характеристики[3]
| Модель                   | Платформа                                                   | ОС                | Дисплей                                                                                               | Накопитель | Накопитель      | ОЗУ     | Аккумулятор                                                              | Веб-камера | 3G/4G-беспроводной модем*      |
| Модель                   | Платформа                                                   | ОС                | Дисплей                                                                                               | Тип        | Объём           | ОЗУ     | Аккумулятор                                                              | Веб-камера | 3G/4G-беспроводной модем*      |
| ------------------------ | ----------------------------------------------------------- | ----------------- | --- | ---------- | --------------- | ------- | ------------------------------------------------------------------------ | ---------- | ------------------------------ |
| Модели первого поколения |                                                             |                   | |            |                 |         |                                                                          |            |                                |
| A110                     | Atom N270 1.6 ГГц + i945GSE (GMA950)                        | Linpus Linux      | 8.9″ ЖК со светодиодной подсветкой, глянцевый, разрешение 1024 x 600                                  | SSD        | 8 Гб            | 512 Мб  | 3-элементный, 2200 мАч / 6-элементный, 5200 мАч                          | 0.3 Мп     |                                |
| A110                     | Atom N270 1.6 ГГц + i945GSE (GMA950)                        | Linpus Linux      | 8.9″ ЖК со светодиодной подсветкой, глянцевый, разрешение 1024 x 600                                  | SSD        | 16 Гб           | 1024 Мб | 3-элементный, 2200 мАч / 6-элементный, 5200 мАч                          | 0.3 Мп     |                                |
| A150                     | Atom N270 1.6 ГГц + i945GSE (GMA950)                        | Linpus Linux      | 8.9″ ЖК со светодиодной подсветкой, глянцевый, разрешение 1024 x 600                                  | HDD        | 120 Гб / 160 Гб | 1024 Мб | 3-элементный, 2200 мАч / 6-элементный, 5200 мАч                          | 0.3 Мп     |                                |
| A150                     | Atom N270 1.6 ГГц + i945GSE (GMA950)                        | XP Home           | 8.9″ ЖК со светодиодной подсветкой, глянцевый, разрешение 1024 x 600                                  | HDD        | 120 Гб / 160 Гб | 1024 Мб | 3-элементный, 2200 мАч / 6-элементный, 5200 мАч                          | 0.3 Мп     |                                |
| A150                     | Atom N270 1.6 ГГц + i945GSE (GMA950)                        | XP Home           | 8.9″ ЖК со светодиодной подсветкой, глянцевый, разрешение 1024 x 600                                  | HDD        | 120 Гб / 160 Гб | 1024 Мб | 3-элементный, 2200 мАч / 6-элементный, 5200 мАч                          | 1.3 Мп     |                                |
| Модели второго поколения |                                                             |                   | |            |                 |         |                                                                          |            |                                |
| D150                     | Atom N270 1.6 ГГц или Atom N280 1.67 ГГц + i945GSE (GMA950) | XP Home           | 10.1″ ЖК со светодиодной подсветкой, глянцевый, разрешение 1024 x 600 (разрешение D250HD: 1280 x 720) | HDD        | 160 Гб          | 1024 Мб | 3-элементный, 2200 мАч / 6-элементный, 4400 мАч / 6-элементный, 5200 мАч | 0.3 Мп     |                                |
| D250                     | Atom N270 1.6 ГГц или Atom N280 1.67 ГГц + i945GSE (GMA950) | XP Home + Android | 10.1″ ЖК со светодиодной подсветкой, глянцевый, разрешение 1024 x 600 (разрешение D250HD: 1280 x 720) | HDD        | 160 Гб          | 1024 Мб | 3-элементный, 2200 мАч / 6-элементный, 5200 мАч                          | 0.3 Мп     | 3G в сетях HSDPA, HSUPA и UMTS |
| 531                      | Atom N270 1.6 ГГц или Atom N280 1.67 ГГц + i945GSE (GMA950) | XP Home           | 10.1″ ЖК со светодиодной подсветкой, глянцевый, разрешение 1024 x 600 (разрешение D250HD: 1280 x 720) | HDD        | 160 Гб          | 1024 Мб | 3-элементный, 2200 мАч / 6-элементный, 5200 мАч                          | 0.3 Мп     |                                |
| Pro 531                  | Atom N270 1.6 ГГц или Atom N280 1.67 ГГц + i945GSE (GMA950) | XP Home           | 10.1″ ЖК со светодиодной подсветкой, глянцевый, разрешение 1024 x 600 (разрешение D250HD: 1280 x 720) | HDD / SSD  | 250 ГБ / 64 ГБ  | 1024 Мб | 3-элементный, 2200 мАч / 6-элементный, 5200 мАч                          | 0.3 Мп     |                                |
| Pro 531                  | Atom N270 1.6 ГГц или Atom N280 1.67 ГГц + i945GSE (GMA950) | XP Professional   | 10.1″ ЖК со светодиодной подсветкой, глянцевый, разрешение 1024 x 600 (разрешение D250HD: 1280 x 720) | HDD / SSD  | 250 ГБ / 64 ГБ  | 1024 Мб | 3-элементный, 2200 мАч / 6-элементный, 5200 мАч                          | 0.3 Мп     |                                |
| Pro 531                  | Atom N270 1.6 ГГц или Atom N280 1.67 ГГц + i945GSE (GMA950) | Vista Business    | 10.1″ ЖК со светодиодной подсветкой, глянцевый, разрешение 1024 x 600 (разрешение D250HD: 1280 x 720) | HDD / SSD  | 250 ГБ / 64 ГБ  | 1024 Мб | 3-элементный, 2200 мАч / 6-элементный, 5200 мАч                          | 0.3 Мп     |                                |
| 751                      | Atom Z520 1.33 ГГц + US15W (GMA500)                         | XP Home           | 11.6″ ЖК со светодиодной подсветкой, глянцевый, разрешение 1366 x 768                                 | HDD        | 160 Гб          | 1024 Мб | 3-элементный, 2200 мАч / 6-элементный, 5200 мАч                          | 0.3 Мп     |                                |
| 751                      | Atom Z520 1.33 ГГц + US15W (GMA500)                         | Vista Home Basic  | 11.6″ ЖК со светодиодной подсветкой, глянцевый, разрешение 1366 x 768                                 | HDD        | 160 Гб          | 1024 Мб | 3-элементный, 2200 мАч / 6-элементный, 5200 мАч                          | 0.3 Мп     |                                |

* — опционально